# Masajuki Okano
Masajuki Okano (japonsko 岡野 雅行), japonski nogometaš, 25. julij 1972.
Za japonsko reprezentanco je odigral 25 uradnih tekem.